# Jaak De Boever
Jaak De Boever, aussi prénommé Jacques de Boever, né le 29 août 1937 à Gottem, est un coureur cycliste belge, professionnel de 1961 à 1973. Il a remporté 45 victoires au cours de sa carrière professionnelle.

## Palmarès
- 1955
  - 2e du championnat de Belgique sur route débutants
- 1956
  -  Champion de Belgique interclubs
- 1957
  -  Champion de Belgique interclubs
  - 3e étape du Tour de Namur (contre-la-montre)
  - 3e de Bruxelles-Jodoigne
- 1958
  - 3e du championnat de Belgique de l'américaine amateurs
- 1960
  - Champion de Flandre indépendants
- 1961
  - Circuit des monts du sud-ouest
  - Tielt-Anvers-Tielt
- 1962
  - Tielt-Anvers-Tielt
  - Stadsprijs Geraardsbergen
- 1963
  - 2e d'Anvers-Ougrée
  - 2e du Circuit de la vallée de la Lys
  - 2e du Tour de Flandre orientale
- 1964
  - 2eb étape d'À travers la Belgique
  - Circuit de Flandre centrale
  - Tielt-Anvers-Tielt
  - 3e du Circuit des frontières
- 1965
  - Roubaix-Cassel-Roubaix
  - Stadsprijs Geraardsbergen
  - 2eb étape du Tour du Nord (contre-la-montre par équipes)
  - 2e de Tielt-Anvers-Tielt
  - 2e du Circuit du Houtland
- 1966
  - Nokere Koerse
  - Roubaix-Cassel-Roubaix
  - Tielt-Anvers-Tielt
  - 3e du Circuit Mandel-Lys-Escaut
  - 3e du Grand Prix Marcel Kint
  - 3e du Tour du Nord
  - 3e du Circuit du Sud-Ouest
- 1967
  - Grand Prix de la ville de Vilvorde
  - 2e de la Nokere Koerse
  - 2e du Tour de Flandre orientale
  - 5e de Paris-Nice
- 1968
  - Grand Prix E3
  - 2e du Stadsprijs Geraardsbergen
- 1969
  - 4e étape des Quatre Jours de Dunkerque
  - 1reb étape du Critérium du Dauphiné libéré
  - Circuit de la région linière
  - 2e du Circuit de Flandre centrale
- 1970
  - 5ea étape du Critérium du Dauphiné libéré
  - 2e du Grand Prix Marcel Kint
- 1971
  - 2e du Circuit du Port de Dunkerque
- 1972
  - 3e du Grand Prix de la ville de Vilvorde
  - 3e du Circuit du Houtland
  - 3e de la Ruddervoorde Koerse

## Résultats sur les grands tours

### Tour de France
4 participations
- 1962 : 77e
- 1963 : abandon (14e étape)
- 1969 : 60e
- 1970 : 98e

### Tour d'Italie
2 participations
- 1967 : 47e
- 1968 : abandon

### Tour d'Espagne
1 participation
- 1973 : hors-délais (6ea étape)